# Johann Gottlieb Friedrich von Bohnenberger
Johann Gottlieb Friedrich von Bohnenberger (Simmozheim, 5 juni 1765 – Tübingen, 19 april 1831) was een Duitse astronoom en wis- en natuurkundige. Hij ontwikkelde vroege elektrische apparaten en instrumenten, waaronder de bipolaire elektroscoop en ontdekt in 1817 het gyroscopisch effect.

## Biografie
Von Bohnenberger was de zoon van Gottlieb Christoph Bohnenberger, een predikant en natuurwetenschapper. Hij studeerde theologie in Tübingen en werd in 1789 predikant. Desondanks ging hij daarna onder Franz Xaver von Zach wiskunde en astronomie studeren in Göttingen. Vanaf 1796 was hij assistent aan de Tübinger sterrenwacht. In 1798 werd hij buitengewoon en in 1803 gewoon hoogleraar wiskunde en astronomie aan de universiteit van Tübingen. In 1809 werd hij lid van de Bayerischen Akademie der Wissenschaften.

## Prestaties
Von Bohnenbergers grootste belangstelling ging uit naar het gebied van geodesie en geofysica, de wetenschap die zich bezighoudt met de vorm en afmetingen van de aarde en de natuurkundige verschijnselen ervan. Samen met Johann Georg von Soldner was hij de pionier van de Duitse geodesie.

### Gyroscoop
De gyroscoop, in de vorm zoals die tegenwoordig bekend is, werd in 1852 uitgevonden door Léon Foucault. Maar de bedenker van het mechanische principe was hij niet. Reeds in 1817 had Von Bohnenberger de voorloper van de gyroscoop ontwikkeld, de Bohnenberger Maschine. Deze bestaat uit een ivoren bol geplaatst in een cardanische ophanging, zodat de bol vrijelijk kan bewegen. Hij gebruikte het model tijdens zijn lezingen om de draaiing van de aarde te illustreren. Napoleon was zo onder de indruk van zijn instrument dat hij de aanbeveling liet uitgaan om het op alle Franse scholen te introduceren. Via deze weg kwam het onder de aandacht van Foucault.

### Elektroscoop
Von Bohnenberger leverde ook enkele bijdragen in de studie naar elektriciteit. Zo bouwde hij elektriseermachines en de naar hem vernoemde Bohnenberger elektroscoop. Zijn elektroscoop bestaat uit een enkel goudblad dat symmetrisch is opgehangen tussen twee geleidende platen. Deze platen zijn op hun beurt verbonden met de twee polen van een droge celbatterij. In tegenstelling tot eerdere modellen van de elektroscoop kon hij hiermee – afhankelijk van de richting waarop het blad beweegt – de polariteit (positief of negatief) van de lading bepalen.

## Werken
- Anleitung zur geographischen Ortsbestimmung (1795)
- Astronomie (1811)
- Anfangsgründe der höheren Analysis (1812)

- Bibsys: 9057855
- Stuttgart Database of Scientific Illustrators 1450–1950: 12308
- Gemeinsame Normdatei: 116232897
- International Standard Name Identifier: 0000 0000 7257 2121
- Library of Congress Control Number: n87806317
- Mathematics Genealogy Project: 221751
- Nationale Bibliotheek van Tsjechië: ola2009507590
- Nationale Bibliotheek van Polen: a0000003712339
- Réseau des bibliothèques de Suisse occidentale: 02-A016612958
- SNAC: w63n53k2
- Système universitaire de documentation: 08728104X
- Virtual International Authority File: 15514658
- WorldCat: E39PBJjCTPV9vv8FPcYKbHmjmd